# Barbicornis acroleuca
Barbicornis acroleuca är en fjärilsart som beskrevs av Berg 1896. Barbicornis acroleuca ingår i släktet Barbicornis och familjen Riodinidae. Inga underarter finns listade i Catalogue of Life.